# Швабминхен
Швабминхен (њем. Schwabmünchen) град је у њемачкој савезној држави Баварска. Једно је од 46 општинских средишта округа Аугсбург. Према процјени из 2010. у граду је живјело 13.230 становника. Посједује регионалну шифру (AGS) 9772200.

## Географски и демографски подаци
Швабминхен се налази у савезној држави Баварска у округу Аугсбург. Град се налази на надморској висини од 558 метара. Површина општине износи 55,5 km². У самом граду је, према процјени из 2010. године, живјело 13.230 становника. Просјечна густина становништва износи 238 становника/km².

## Међународна сарадња
| Мјесто   | Држава    | Врста сарадње | Од    |
| -------- | --------- | ------------- | ----- |
| Жиромањи | Француска | партнерство   | 1975. |
| Извор    |           |               |       |